# 齐河站
齐河站位于中华人民共和国山东省德州市齐河县表白寺镇蔡西村，是石济客运专线上的高铁站。2017年12月28日石济客运专线开通，但本站工程尚未完工，所以暂缓开通，2019年1月5日方才正式投入使用，由中国铁路济南局集团济南站管辖。

## 外部連結
- 中国铁路客户服务中心 （页面存档备份，存于）